# Леди Димитреску
Ле́ди Альси́на Димитре́ску (англ. Alcina Dimitrescu, яп. オルチーナ・ドミトレスク) — персонаж компьютерной игры Resident Evil Village, разработанной и выпущенной компанией Capcom в 2021 году. Димитреску входит в число антагонистов игры — правителей местечка в Восточной Европе, которое посещает герой игры Итан Уинтерс — и подчиняется Матери Миранде, главной злодейке игры. Леди Димитреску — женщина гигантского роста, около трёх метров в высоту, одетая по старинной моде; она живёт в готическом замке вместе с тремя своими дочерьми — Белой, Кассандрой и Даниэлой. Подобно фольклорным вампирам, леди Димитреску и её дочери пьют человеческую кровь. Создавая образ Димитреску, дизайнер Томонори Такано пытался отойти от обычных для серии Resident Evil противников игрока — зомби и мутантов; прообразами Димитреску послужили Елизавета Батори и Мортиша Аддамс в исполнении Анжелики Хьюстон. Димитреску с первых же своих появлений в рекламе игры завоевала необычайную популярность в интернете, став предметом фан-арта, косплея и интернет-мемов.

## Появления в игре
В Resident Evil Village Димитреску входит в число «четырёх лордов» — правителей местечка в Восточной Европе, которое посещает герой игры Итан Уинтерс; все они наделены фантастическими способностями и подчиняются главной злодейке игры Матери Миранде. В соответствии с сюжетом игры, аристократка Димитреску родилась ещё до Первой мировой войны и страдала от наследственного заболевания крови, напоминающего порфирию. В 1958 году Миранда, пытаясь воскресить собственную дочь Еву, уговорила Димитреску на медицинский эксперимент — заразила её паразитом «каду»; этот же паразит является источником способностей других антагонистов в игре. В результате неожиданной даже для самой Миранды реакции на воздействие паразита Димитреску начала быстро расти; она получила способность отращивать на руках длинные когти и превращаться в чудовищное существо, похожее на дракона, а также возвращать себе прежний облик. Главный герой Итан Уинтерс сталкивается с Димитреску в начале игры, попав в замок — он должен спасаться от Димитреску и её дочерей, желающих выпить его кровь, поочерёдно сражается с ними и уничтожает. Битва с Димитреску как боссом проходит на крыше замка и заканчивается в его подземельях; после смерти Димитреску-дракон каменеет и разваливается на части.
С выходом дополнения Shadows of Rose к Resident Evil Village 28 октября 2022 года леди Димитреску стала играбельным персонажем, доступным для выбора в режиме «Наёмники — Дополнительные приказы».

## Разработка
Дизайн великанши Димитреску восходит к самым ранним этапам разработки проекта. Разработчики специально изучали противников игрока из предыдущих игр серии — были ли они по-настоящему страшными или стали настолько привычными, что больше не пугают аудиторию; как выражался продюсер предыдущих игр серии Дзюн Такэути, «если мы хотим напугать игроков, нужно выйти за рамки [образа] стереотипных зомби». По словам руководителя разработки игры Моримасы Сато, важно было создать для игры запоминающихся антагонистов. Сато приводил в пример Рамона Салазара из Resident Evil 4: хотя карлик Салазар и великанша Димитреску могут казаться противоположностями, у них есть и нечто общее: своеобразное обаяние, а не простое нагнетание жути. Создавая Димитреску, арт-директор игры Такано отталкивался от концепции «обворожительная вампирша»; он вдохновлялся такими образами, как графиня Елизавета Батори, персонаж японских городских легенд Хассяку-сама («женщина высотой в восемь сяку») или Мортиша Аддамс в исполнении Анжелики Хьюстон.
По воспоминаниям Такано, разработчики создали первый прототип персонажа на основе модели Мии, героини Resident Evil 7, в платье и шляпе, которые должны были сделать злодейку похожей на привидение. Результат его не удовлетворил — персонаж не казался достаточно страшным, — и тогда разработчики просто увеличили размеры модели. Рост Димитреску составляет 9 футов 6 дюймов, или 2,9 метра — вместе с шляпой и высокими каблуками. Такано нарисовал концепт-арт, на котором Димитреску пригибается, чтобы пройти через дверной проём, и посчитал, что образ начинает работать. Студия рассматривала и другие варианты внешности хозяйки замка — в том числе и такие, где она больше напоминала чудовище, а не человека, — но всё же остановилась на более человекоподобной внешности. Дизайн костюма Димитреску навеян модой 1960-х годов — временами Одри Хепбёрн, а также семейкой Аддамс. По изначальным планам разработчиков, замок должен был быть населён «сотней ведьм»; в конечном счёте в нём обитают лишь леди Димитреску и три её дочери — Бела, Кассандра и Даниэла.
В английской версии игры леди Димитреску озвучила актриса Мэгги Робертсон; она же участвовала в записи анимации для персонажа по технологии захвата движения. Робертсон опиралась на свой театральный опыт — она ранее играла в шекспировских пьесах. По мнению актрисы, и в Димитреску есть что-то шекспировское — «в том, как она использует язык... дело в её словах, она по-настоящему использует силу слов, чтобы ранить». Моделью для создания лица Димитреску послужила Хелена Маньковская, польская актриса и модель, работающая в Великобритании. В японской версии игры Димитреску озвучила Кикуко Иноуэ.

## Реклама и сувениры
В рамках рекламной кампании игры Capcom устанавливала в магазинах по продаже видеоигр картонные стенды, изображающие леди Димитреску в полный рост, то есть около трёх метров; в Гонконге изображения героини размещались на двухэтажных трамваях. Компания также распространяла сувенирные полотенца с изображением Димитреску — опять же в полный рост, три метра длиной. В рамках продвижения Resident Evil Village Capcom также создала кукольное представление с героями игры, напоминающее Маппет-шоу — Димитреску является в нём одним из центральных персонажей.
Различные компании использовали мемы с Димитреску для продвижения своей собственной продукции через социальные сети — например, подразделение Microsoft, выпускающее приставку Xbox Series X, публиковало сравнительную схему размеров, где приставка была лишь ненамного меньше Димитреску; такие компании, как Remedy Entertainment, Funcom или Bungie, сравнивали рост Димитреску с ростом персонажей-великанов из собственных игр, и студия Ninja Theory в шутку заявила в Twitter, что Сенуа — героиня игры Hellblade: Senua’s Sacrifice — «теперь тоже будет 9 футов ростом». Компания Domino’s Pizza использовала образ Димитреску в собственной рекламе пиццы.

## Влияние и награды
После выпуска первого трейлера и демоверсии Resident Evil Village в январе 2021 года леди Димитреску привлекла особое внимание публики — она стала предметом фан-арта, косплея и интернет-мемов, в том числе сексуального характера и включая шутки интернет-пользователей о том, что они хотели бы, чтобы Димитреску их преследовала или бы на них наступила. Такано, реагируя на популярность Димитреску в сети, говорил, что разработчики сами не ожидали такой славы, и что его особенно поразили комментарии в духе «я хотел бы, чтобы госпожа Димитреску за мной погонялась».

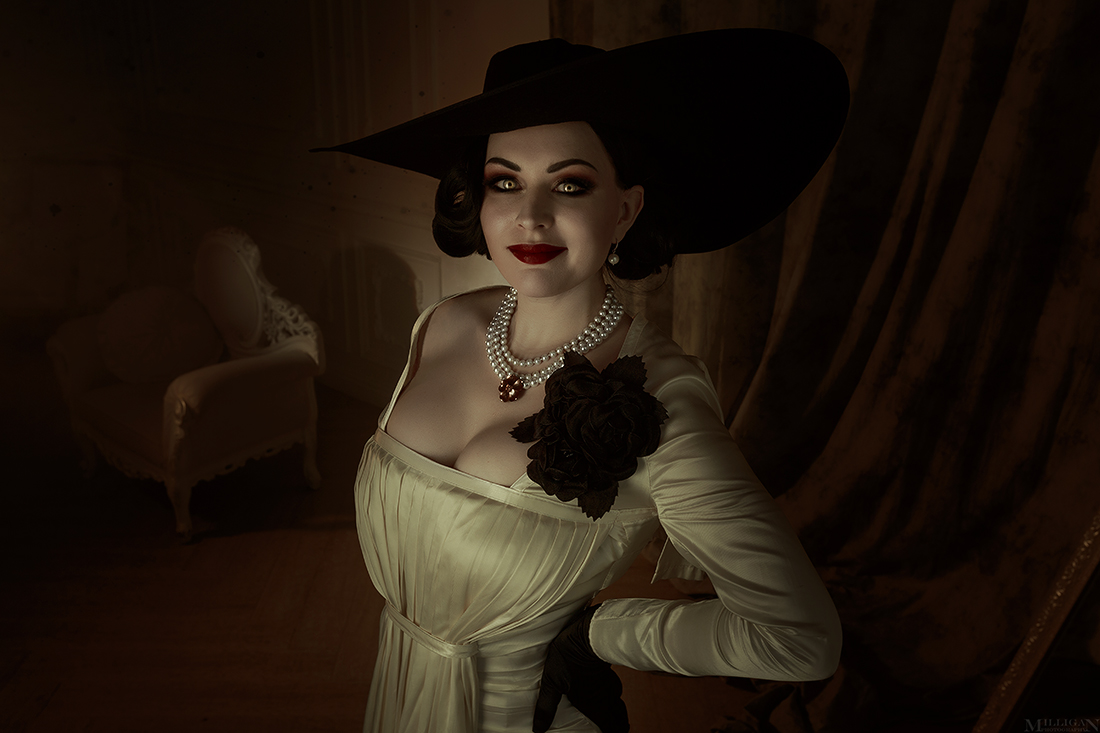
Косплей Альсины Димитреску (Виктория Романовская)

Китайско-американская косплейщица Яя Хань в партнёрстве с Capcom создала «официальный» косплей персонажа, опубликовав видеоруководство для всех желающих воспроизвести её труд. В прессе широко освещался и другой косплей — образ Димитреску воспроизвела российская баскетболистка и олимпийская призёрша Екатерина Лисина; рост Лисиной составляет 6 футов 9 дюймов, или 2,06 м, и журналисты шутили, что Лисина «вознесла персонажа на новые высоты» и что более точного косплея быть не может. Хелена Маньковская, послужившая моделью для дизайна лица Димитреску в игре, также публиковала собственный косплей персонажа. Авторы модификаций для Fallout 4 и Bloodborne добавили Димитреску в эти игры; в свою очередь, и для самой Resident Evil Village появились шуточные модификации, связанные с Димитреску. Одна из них увеличивала шляпу Димитреску в размерах каждый раз, когда персонаж попадал в кадр; ещё одна заменяла лицо Димитреску на физиономию Паровозика Томаса; другие модификации меняли цвет платья Димитреску на чёрный или переоформляли персонажа в стиле сериала «Игра в кальмара».
Колумнист Эмили Годетт объясняла сексуализацию персонажа в шутках и мемах сочетанием двух фетишей: Димитреску, с одной стороны, вампир, и вампиры уже давно выступают в массовой культуре как предметы сексуальных фантазий, желающие получить от жертвы нечто запретное (кровь); и с другой стороны, изображена как существо огромной силы, легко способное сломить сопротивление мужчин — что относится уже скорее к идеям отношений доминирования-подчинения. Обозреватель The Guardian Кейт Стюарт сравнивал Димитреску с великаншами из скандинавской и индийской мифологии, матерью Гренделя из «Беовульфа», указывал на идеи Фрейда об «архетипической матери», развитые Мелани Кляйн и Жаком Лаканом: с этой точки зрения, запечатлённый в классической культуре образ огромной женщины связан с восприятием матери глазами ребёнка как одновременно кормилицы и источника опасности. Стюарт также вспоминал работы киноведа Барбары Крид, где мужские страхи перед женским началом и женской репродуктивной функцией толковались как источник ужасов вообще. Высокие каблуки Димитреску и удлиняющиеся пальцы-лезвия также получили у Стюарта фрейдистское толкование, связанное с мужским страхом кастрации.
Мэгги Робертсон за роль леди Димитреску была удостоена премий Golden Joystick Awards 2021 в номинации «Лучший актёр или актриса» и The Game Awards 2021 в номинации «Лучшая актёрская игра».